# Michael A. Hammer
Michael A. Hammer (26 de diciembre de 1963) es un diplomático de carrera estadounidense. Fue embajador de Estados Unidos en Chile entre 2014 y 2016.

## Como diplomático
Hammer se unió al Servicio Exterior en 1988 y se desempeñó como tal en el extranjero en Bolivia, Noruega, Islandia y Dinamarca. En Washington, se desempeñó en el Centro de Operaciones del Departamento de Estado y como asistente especial del subsecretario de Estado para Asuntos Políticos, Marc Grossman , donde Hammer fue el responsable de los asuntos de América Latina.
Hammer se desempeñó como asistente especial del Presidente, director principal de Prensa y Comunicación, y portavoz en el Consejo de Seguridad Nacional en la Casa Blanca desde 2009 hasta 2011. También se desempeñó en el Consejo de Seguridad Nacional como portavoz adjunto (a partir de 1999 -2000) y director de Asuntos Andinos (2000 a 2001).
Entre el 30 de marzo de 2012 y el 3 de septiembre de 2013 Hammer se desempeñó como secretario de Estado adjunto para Asuntos Públicos en su país. El 21 de junio de 2013, el presidente Barack Obama nominó a Hammer para ser el embajador en carrera de Estados Unidos ante Chile. Fue confirmado por el Senado de Estados Unidos el 6 de marzo de 2014 y juró su cargo el 7 de marzo de 2014. Presentó sus credenciales ante la presidenta de Chile Michelle Bachelet el 8 de abril de 2014. Cesó como embajador en Chile el 20 de septiembre de 2016.

## Vida personal
Hammer creció en América Latina, vivió en Honduras, El Salvador, Colombia, Venezuela y Brasil. Recibió su licenciatura de parte del Edmund A. Walsh School of Foreign Servicede la Universidad de Georgetown, y maestrías de parte de la Escuela Fletcher de Derecho y Diplomacia de la Universidad Tufts y el Colegio Nacional de Guerra en la Universidad Nacional de Defensa.
Hammer está casado con Margrét Bjórgülfsdóttir y tiene tres hijos. Habla con fluidez el español, francés, inglés e islandés.

## Controversias públicas

### Declaraciones como funcionario de gobierno
Antes de que Obama lo designara embajador de Estados Unidos en Chile –una determinación que debió ser ratificada por el Senado estadounidense – Hammer ejercía como subsecretario interino de Asuntos Públicos del Departamento de Estado. Allí arribó luego de que el entonces portavoz Philip Crowley se viera envuelto en un escándalo tras emitir comentarios sobre la degradante situación de Bradley Manning, conscripto recluido y torturado por filtrar documentos a Wikileaks.
La controversia surgió en marzo de 2011 cuando Crowley, en un encuentro con estudiantes, dijo que la detención de Manning era “ridícula, contraproducente y estúpida”. Las declaraciones generaron una profunda molestia en el Pentágono, obligando mediante presión que Crowley presentara su renuncia. El encargado de solucionar el episodio fue Hammer, quien meses más tarde reforzaría la postura estadounidense al confirmar que el gobierno condenaría “firmemente cualquier filtración ilegal de información clasificada”.
Bajo las órdenes de los secretarios de Estado Hillary Clinton y John Kerry, Hammer hizo zanjar comunicacionalmente un sinnúmero de situaciones incómodas para el gobierno de Estados Unidos: desde confirmar la versión oficial sobre la muerte de Bin Laden, asegurando que el cadáver de éste se encuentra “enterrado en el fondo del mar”; hasta tildar de “injusto” el encarcelamiento de Alan Gross, contratista estadounidense acusado de espionaje por el régimen cubano.
Michael Hammer tampoco ha sabido afrontar muy bien preguntas relativas al programa de aviones no tripulados de Estados Unidos en el extranjero. Según publicó en un blog la activista Mary Ann Wright, excoronel del US Army, cuando consultó a Hammer sobre la venta de drones a la OTAN e Israel, y las ejecuciones ilegales de ciudadanos en Afganistán, Pakistán, Yemen y Somalia, Hammer evadió el foco de la pregunta y evitó usar la palabra “dron”, refiriéndose simplemente a “esas otras cosas que vuelan”.
“Le recordé inmediatamente que el jefe anti-terrorista de Obama, John Brennan... el 30 de abril de 2012, había dado un largo discurso donde reconocía que el mundo sabe hace años que Estados Unidos usa drones para asesinar a los que son catalogados como una amenaza para EEUU”, relata Wright. “Como la máxima autoridad encargada de explicar la política exterior de EEUU, Hammer dijo, de forma poco convincente, ‘No puedo discutir sobre esto’”.

### Acusación de espionaje
Respecto de las funciones que Michael Hammer desempeñó en Bolivia como encargado de Asuntos Políticos de la legación diplomática estadounidense. Evo Morales expulsó de sus fronteras a la DEA, la agencia antidrogas norteamericana.
En 2008, Morales denunció a la DEA por “realizar labores de espionaje y financiar grupos criminales para derrocar a su gobierno”. La acusación se produjo poco después de que el mandatario declarara persona non grata al embajador de Estados Unidos en ese país, Philip Goldberg, y en reciprocidad Washington hiciera lo mismo con el representante boliviano, Gustavo Guzmán.
Hammer intentó calmar las aguas, pero no fue suficiente. Años más tarde Morales justificaría su decisión de expulsar a la DEA por “aliarse con carteles del narcotráfico”.